# 魚の聖母
『魚の聖母』（さかなのせいぼ、伊: Madonna del Pesce、西: Virgen del pez）は、盛期ルネサンスの巨匠ラファエロによる油彩画。マドリードにあるプラド美術館に所蔵されている。

## 背景
ジョヴァンニ・バティスタ・デル・ドゥーチェ (Giovanni Battista del Duce) の委嘱により、ナポリのサン・ドメニコ教会のサンタ・ロサ・ダ・リマ礼拝堂 (la cappella di Santa Rosa da Lima) のために制作された。後に、ナポリ王でもあったスペイン国王フェリペ4世の所有となり、1645年にエル・エスコリアル修道院に置かれたが、19世紀にプラド美術館に移された。

## 内容
聖母マリアが、幼子イエスを膝の上に載せて玉座に着いている。一方には、書物を手にした聖ジェローム（ヒエロニムス）がライオンの傍にひざまずいている。反対側には大天使ラファエルが、玉座の足元にいる若者トビアスを聖母子に示しており、トビアスがラファエルの導きでティグリス川で奇跡の魚を獲り、その心臓、肝臓と胆嚢が、彼の父の眼を治し、花嫁から悪魔を払ったことを伝えている。トビアスを導くラファエルは、常に庇護を意味するが、特に若者への庇護が意味されている。この絵は、1512年から1514年にかけての時期に、『トビト記』がカトリック教会における聖書正典に加えられたことを記念して制作されたと考えられている。聖ジェロームは、『トビト記』をラテン語に翻訳した人物であり、マリアに向かって右側に描かれている。
現在この作品を所蔵するプラド美術館は、この作品の名称をスペイン語で「Sagrada Familia con Rafael, Tobías y San Jerónimo, o Virgen del pez」（「聖家族とラファエル、トビアス、聖ジェローム、あるいは、魚の聖母」）としており、日本語でも『聖家族と大天使ラファエル、トビアス、聖ヒエロニムス』、ないし、『聖家族と大天使ラファエル』として言及する場合がある。ただし、この作品には、聖母子は描かれているが、ヨセフは登場していない。

## 版画による複製
1818年、ジャン＝フランソワ・バドゥロー (Jean-François Badoureau) が、点描によるエングレービングの技法により、この作品から聖母子の部分を抜き出した版画を作成した。1850年には、ピエール・プレー (Pierre Pelée) がエッチングの技法と凹版印刷により画面全体を模写した版画を作成し、『Les Vierges de Raphaël gravées par les premiers artistes français』（書名は「ラファエルの聖母像、一流のフランスの芸術家による版画集」の意）に収録した。プラド美術館はこれら2点の版画作品も所蔵しているが、これは2014年に Pedro María Alberdi Buruaga から、また、2015年に José Presedo から寄贈されたものである。

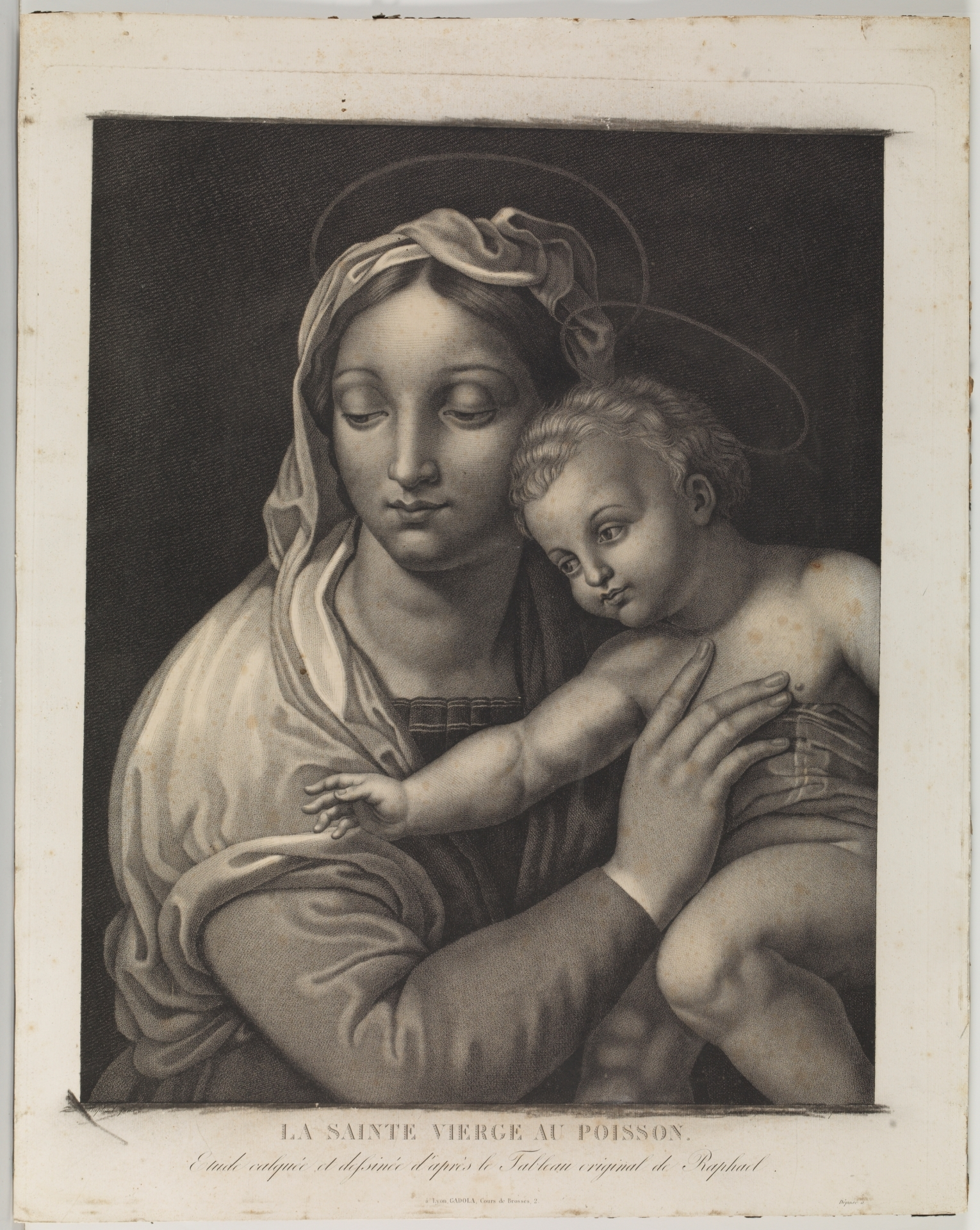
バドゥロー、1818年。
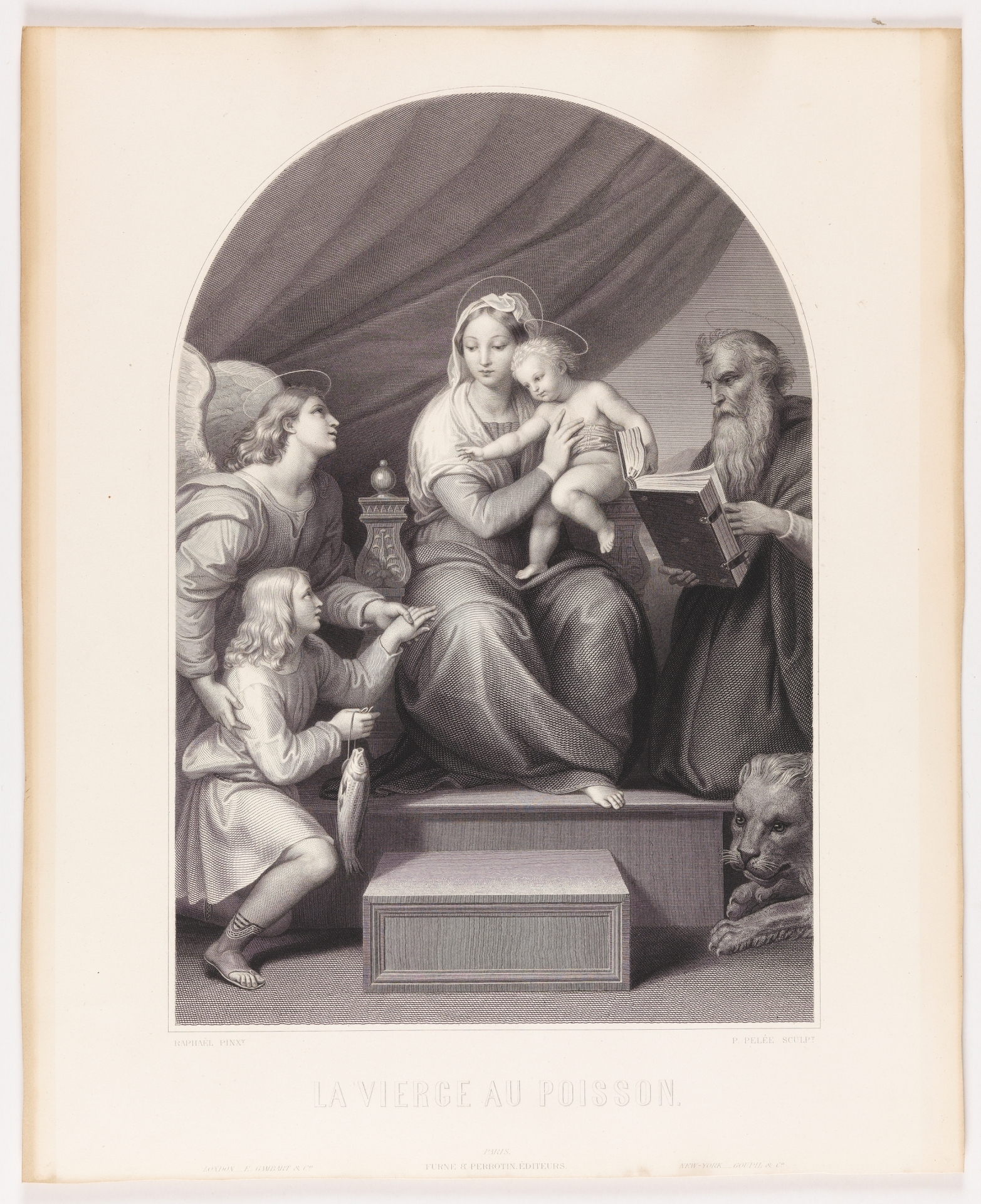
プレー、1850年。